# Stuttgart, Arkansas
Acest articol se referă la orașul Stuttgart din statul american Arkansas. Pentru alte sensuri ale cuvântului, vedeți Stuttgart (dezambiguizare).

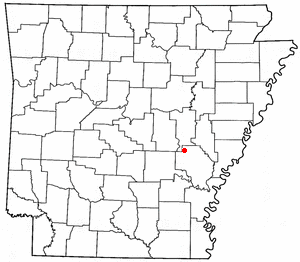
Localizarea oraşului Stuttgart în Arkansas.

Stuttgart este un oraș din Comitatul Arkansas, statul american Arkansas.  Împreună cu orașul De Witt, Stuttgart este co-sediul comitatului care poartă numele statului, Arkansas.  Orașul Stuttgart este sediul districtului nordic al comitatului, în timp ce orașul De Witt este sediul districtului sudic al aceluiași comitat.
Stuttgart se găsește pe autostrada interstatală U.S. Highway 79, la circa 112 km (70 mile) sud-est de capitala statului Arkansas, Little Rock.  Conform unei estimări a Biroului de recensăminte al SUA, populația orașului era de 9.376 locuitori.
Orașul, care se găsește la coordonatele 34°29′49″N 91°33′3″V / 34.49694°N 91.55083°V (34.497043, -91.550917)GR1, se proclamă mândru a fi "Capitala mondială a orezului și rațelor".  Tot aici se găsește și compania Riceland Foods, care este efectiv cel mai mare producător mondial de făină de orez, bazată de producția unei anumite varietăți de orez, denumit curent și afectiv "sălbatic".

## Istorie
Stuttgart a fost fondat de Adam Bürkle, originar din Plattenhardt (Germania), care după ce s-a mutat în Statele Unite în 1852 a fondat o așezare în zona numită Gum Pond. În 1880, după deschiderea unui oficiu poștal, localitatea a trebuit să primească un nume. În memoria țării sale natale, locul a fost numit de Bürkle Stuttgart inspirat fiind de orașul Stuttgart din Germania.  În 1882 primul tronson de cale ferată a fost deschis. Stuttgart a primit statul de oraș în 1884. În 1902 a fost introdusă în zonă cultivarea orezului.